# ФК Върбица-Бенковски
ФК Върбица-Бенковски е български аматьорски футболен клуб от с. Бенковски, област Кърджали. През сезон 2024/25 ще се състезава ОГ Кърджали/Смолян. Фирмата „Тенев спорт“ се грижат за екипите на отбора през този сезон. Председател на клуба е Вальо Драганов, а играещ треньор е Любомир Йорданов.

## История
Клубът е създаден на 26-ти май 2022 г. Той е създаден, заради неразбирателство на създателите му и управителите на стария клуб (ФК Върбица (Бенковски)). Футболистите от стария клуб се преместват в този.

## Стадион
Стадион „БЕНКОВСКИ“ се намира в с. Бенковски, област Кърджали. Капацитетът му е от 3 000 места.

## Управителен съвет
Венелин Драганов 

Орхан Мюмюн 

Адриан Йорданов

Ердун Апти 

Виктор Есков

Светла Топчиева 